# Маршнер, Вольфганг
Вольфганг Маршнер (нем. Wolfgang Marschner; 23 мая 1926, Дрезден — 24 марта 2020) — немецкий скрипач, альтист, композитор и музыкальный педагог.

## Биография
Учился в зальцбургском Моцартеуме у Ваши Пржигоды, Клеменса Крауса и Эрманно Вольфа-Феррари; в студенческие годы состоялась премьера Первого дивертисмента для струнного квартета Маршнера, исполненного первыми концертмейстерами оркестра Моцартеум. Обучение Маршнера прервала Вторая мировая война, во время которой он частным образом занимался с берлинским скрипачом Эрихом Рёном. С 1947 г. концертмейстер оркестра Кёльнского радио. С начала 1950-х гг. преподавал в Фолькванг-школе в Эссене, затем в Кёльнской Высшей школе музыки, а с 1963 г. во Фрайбургской Высшей школе музыки. Среди его учеников, в частности, Адам Таубиц.
Маршнер как исполнитель внёс значительный вклад в возрождение после Второй мировой войны германской популярности композиторов Новой венской школы, запрещённых в Третьем рейхе. Он исполнял скрипичный концерт Шёнберга по меньшей мере с девятью разными оркестрами, много играл также концерт Альбана Берга.
Маршнеру-композитору принадлежат два скрипичных, альтовый и виолончельный концерты.
В 1990 году удостоен Кранихштайнской музыкальной премии как скрипач.